# Kalavan
Kalavan (en arménien Կալավան ; anciennement Amirkher) est une communauté rurale du marz de Gegharkunik, en Arménie. Elle compte 175 habitants en 2008 et comprend le village de Barepat.